# Fljúgðu
Fljúgðu (termine islandese che significa "volare") è la prima canzone mai registrata nella storia dei Sigur Rós. Ha richiesto appena sei ore di lavoro per le registrazioni, alle quali hanno partecipato i soli Jón Þór Birgisson, Ágúst Ævar Gunnarsson e Georg Hólm, cioè i tre membri fondatori del gruppo.
La loro conterranea Björk ascoltò questa canzone e la fece pubblicare sulla compilation Smekkleysa í Hálfa Öld, organizzata dalla casa discografica islandese Smekkleysa che celebrava il cinquantesimo anniversario dell'indipendenza islandese. Nella scaletta del cd si trova alla traccia nº 16 e la canzone non è mai stata pubblicata in nessun altro album o ep del gruppo.

In questa occasione, la band si presenta con il nome di Victory Rose, che è la traduzione inglese di Sigur Rós (in italiano, Rosa della Vittoria).
La canzone è molto diversa rispetto agli altri lavori del gruppo in quanto la registrazione è molto grezza ed ha una sonorità molto più semplice rispetto a quelle del primo disco, Von, che arriverà ben tre anni più tardi.